# カウネット
株式会社カウネット（英称:Kaunet Co.,Ltd.）は、オフィス用品の通信販売会社。2000年設立。コクヨの連結子会社。本社は東京都港区に置く。超大企業から中小事業所まで、会社の規模に関わらず使えるオフィス用品のＥコマースプラットフォームを提供している。
クラウドで管理購買システムとして利用できる「べんりねっと」、素早く簡単にネットで購入できるEコマースサイト「カウネット」などのサービスを展開している。

## 概要
アスクルの大成功によりコクヨでも対抗上、あるいは商機を見て同様の通販ビジネスに参入することとなったが、立ち上げに際しては慎重だった。文具業界最大手のコクヨが通販ビジネスに参入した場合、町の文具店のみならず卸売業者に多大な影響を及ぼすことになるためである。その巨大な流通網を生かす方法でビジネスモデルを作った。
アスクルとの決定的な違いは、「契約文具店の営業支援」として従来からの取引のある卸売業者が入っていることである。
- 契約小売店（エージェント・2次代理店） - 新規の顧客獲得の営業活動と、代金回収・債権管理を担当。
- 契約卸売業者（エリアエージェント・1次代理店） - 各地域のエージェント契約小売店の統括を担当。エージェントの開拓・管理・指導・育成・支援を行う。
- カウネット - 製品カタログと製品の受注、発送、問い合わせ等を担当。

## 沿革
- 2000年（平成12年）
  - 10月 - 株式会社カウネットを設立。
  - 12月 - コンタクトセンター、東京物流センター、大阪物流センターを開設。創刊号カタログ発刊。
- 2001年（平成13年）
  - 1月 - 北海道、沖縄、離島を除く全国で事業所向けオフィス用品通販『カウネット』のサービスを開始。
  - 6月 - 支払い方法に郵便振替・コンビニ支払を開始。名古屋物流センター開設、名古屋市及び周辺地区で当日配送サービス開始。
  - 8月 - 第2号カタログ発刊（以降、年2回発刊）。東急ハンズオリジナル商品『ハンズセレクト』、高島屋提供商品の取扱いを開始。
  - 9月 - 北海道エリアでの『カウネット』サービス開始。
  - 10月 - 福岡物流センター開設、福岡市及び周辺地区で当日配送サービス開始。
- 2002年（平成14年）
  - 5月 - 環境マネジメントシステム『ISO14001』の認証を取得。グリーンステーション[3] との提携サイトオープン。
  - 9月 - 365日間無料返品保証開始。組立てサービス付き家具の取扱いを開始。
- 2003年（平成15年）
  - 2月 - 第5号カタログ発刊。オフィス通販業界初のエコマーク認定カタログとなる。
  - 9月 - 『イクスピアリ』直営店舗提供商品の取扱いを開始。
  - 11月 - オフィスレイアウトを中心とした新サービス『スペースディレクター[4]』を開始（東京23区内）。地酒・地ビール等の酒類の販売開始。
- 2004年（平成16年）
  - 4月 - クレジットカード支払サービスの開始。
  - 7月 - カタログ掲載外商品の販売『カウネットアネックス』のサービスを開始。
  - 10月 - 大規模、中規模事業所向け電子購買システム『ウィズカウネット』のサービスを開始。
  - 11月 - 東京に新物流センター『東日本物流センター』を開設。
- 2005年（平成17年）
  - 3月 - 日本郵政公社（現・日本郵政）と事務用品等の購入に関する業務提携を締結。
  - 5月 - 個人向け販売『マイカウネット』のサービスを開始。財団法人日本情報処理開発協会より『プライバシーマーク』付与の認定を受ける。
  - 10月 - 商品調達会社「加藤憲株式会社」と合併。
  - 12月 - グリーン購入ネットワーク主催の『第8回グリーン購入大賞』で優秀賞受賞。
- 2006年（平成18年）12月 - 『ウィズカウネット』に調達先の一元管理や電子データ交換機能を追加した『ウィズカウネットα』、『ウィズカウネットe』のサービスを追加。
- 2007年（平成19年）3月 - 個人向けギフト販売『メールギフト365』のサービスを開始。
- 2009年（平成21年）1月 - コクヨグループの子会社である株式会社ネットコクヨと合併し、購買管理ASP『べんりねっと』のサービスを継承。
- 2012年（平成24年）12月 - 札幌物流センターを開設。北海道エリアでの当日配送を開始。
- 2013年（平成25年）
  - 5月 - 配送時の梱包形態（簡易梱包・段ボール）を選べるサービスを開始
  - 8月 - カウネットオリジナル商品の新ブランド「カウコレ」を開始
- 2016年（平成28年）2月 - お客様のお困りごとを解決するオリジナル商品「カウコレ」プレミアムだけを掲載した“お困りごと解決BOOK”を発刊
- 2017年（平成29年）12月 - 品川にて、社員が直接お客様に商品やサービスをご紹介する「カウネットフェスタ」を初開催
- 2018年（平成30年）12月 - カウネットWebサイトにて個人での購入が可能に
- 2019年（令和1年） 6月 - ISO9001 品質マネジメントシステム「ISO9001」の認証を取得
- 2020年（令和2年） 
  - 10月 - 創業20周年を迎える
  - 10月 - 新ショールーム「Kau-Box」をコクヨ品川オフィスに新設
  - 10月 - 介護現場の必需品を揃えた衛生・介護用品カタログを発刊
- 2021年（令和3年）10月 - 管理医療機器の取り扱いを開始
- 2022年（令和4年）12月 - 紙資源リサイクルサービス「カウネットLoopa(ルーパ)」のサービスを開始

## テレビCM
2007年3月よりテレビコマーシャルの放送を開始。2010年度の4-5月にテレビ朝日系「ビートたけしのTVタックル」、テレビ東京系「ワールドビジネスサテライト」に協賛していたが、同枠は2010年6月以後、親会社コクヨに協賛スポンサーを譲っている（同年6月末で降板）。

### 出演者
- ユースケ・サンタマリア
- ベンガル
- 戸田恵子
- 窪塚俊介
- 七海かおる
- オードリー
- 松本さゆき